# Cini (famiglia)
La famiglia Cini, dalla seconda metà del Settecento, fu una delle più ricche famiglie borghesi di Montevarchi.
(Podestà di Montevarchi, Negozi per l'allivellazione della Fattoria di Montevarchi, 7 ottobre 1782)

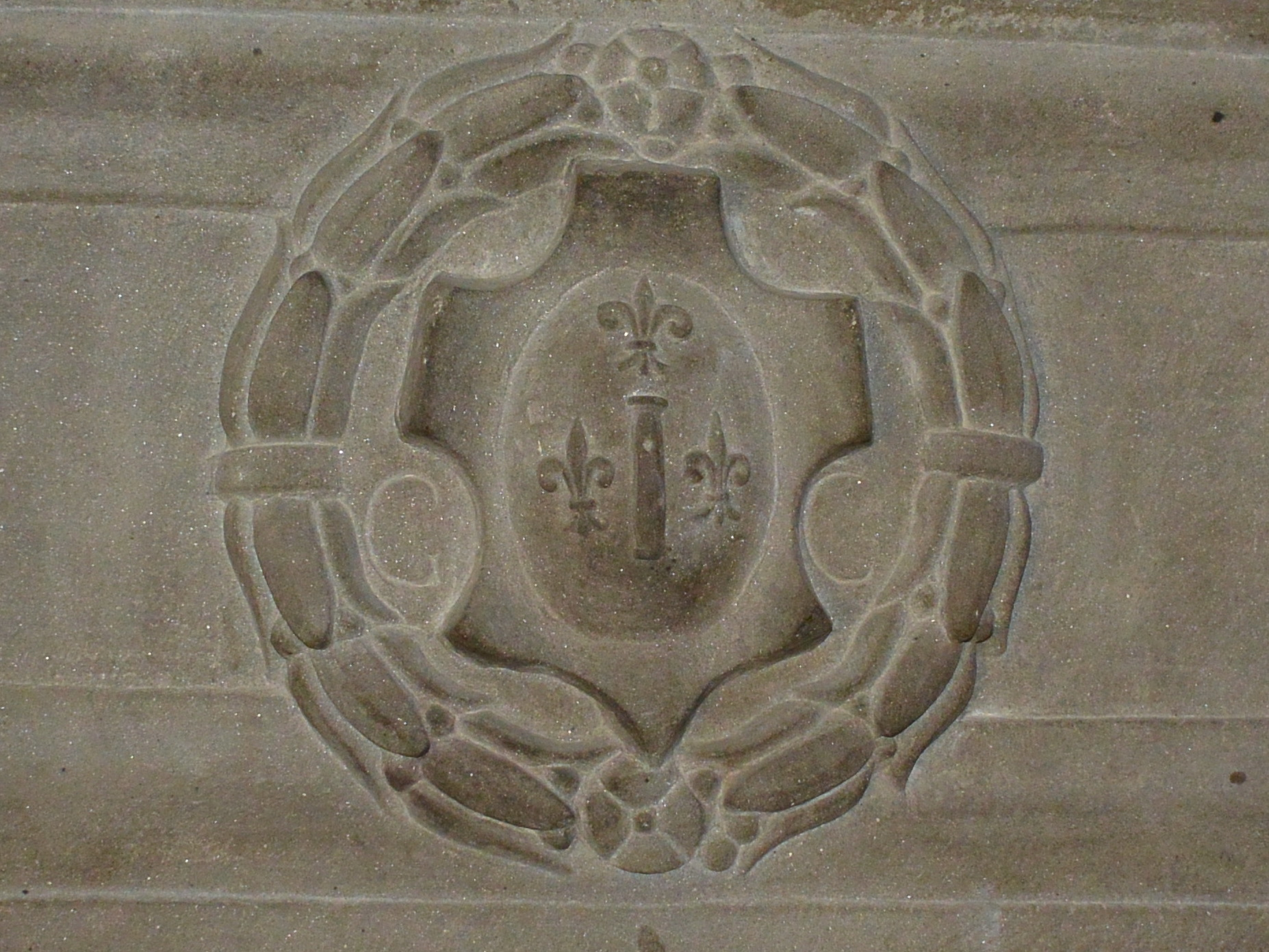
Stemma sul camino di palazzo Cini - Vasarri

Il cognome Cini ha nobili origini nel ramo di Roma e Firenze.

## Origine e ascesa
I Cini di Montevarchi erano in realtà originari di Levane tanto che un loro avo, Cino di Biagio di Cino, era stato tra i firmatari dello Statuto di Levane del 1500. Ma, agli inizi del secolo XVIII, il capofamiglia Lorenzo abitava in località Giglio dove lavorava a mezzadria alcuni terreni della "Cappella" ovvero la rendita fondiaria dell'oratorio di Sant'Antonio abate. Possedeva anche dei piccoli appezzamenti di terreno a Levane, dove aveva una casa sulla via aretina nei pressi del ponte, ma non poteva certo dirsi ricco se le sue entrate, nel 1737, non superavano i 9 scudi annui. 

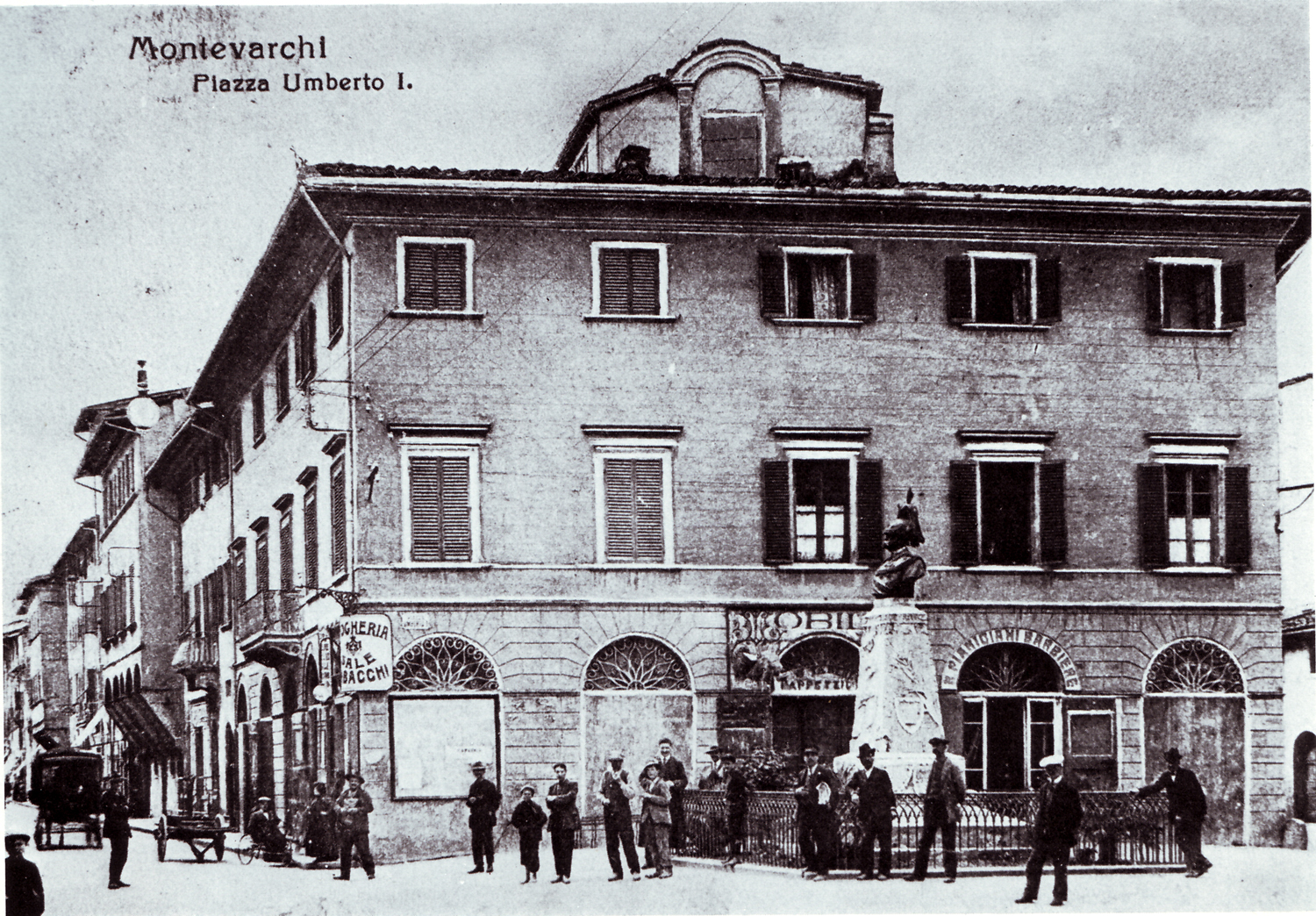
Casa Cini come appariva agli inizi del Novecento

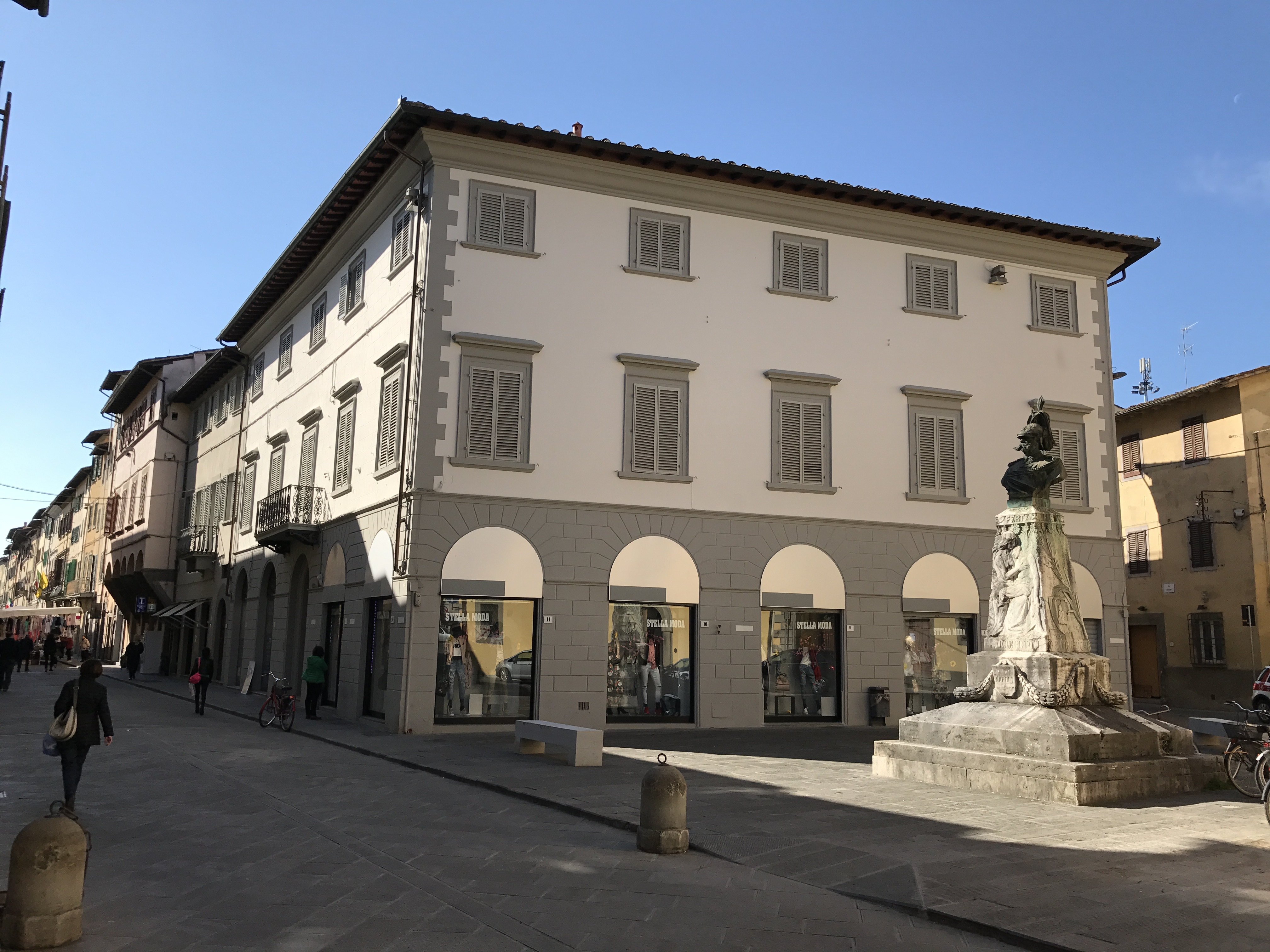
Casa Cini - oggi Palazzo Vasarri

La fortuna della famiglia invece cominciò dai suoi tre figli: Iacopo, Giuseppe e soprattutto Orazio.
Infatti Orazio Cini, di professione macellaio, nonostante fosse analfabeta tanto da non saper neppure firmare i contratti che stipulava, riuscì a sposare Maddalena di Simone Guerri, figlia di un mezzadro benestante del podere granducale de "La Casina", prospiciente a quello in cui lavorava il padre Lorenzo, e dove la coppia andò ad abitare tra il 1767 e il 1768. Ma provvisoriamente perché proprio in quel periodo, quasi sicuramente con la dote della moglie, Orazio acquistò in centro a Montevarchi due case confinanti sul retro che, ristrutturate, si trasformarono in una palazzina di 16 stanze più un fondaco ad uso bottega che aveva l'ingresso in via maestra, oggi via Roma, il retro in via Cennano e tutto il lato destro sull'allora piazza dell'Olmo, oggi piazza Umberto I. L'operazione gli costò in tutto 380 scudi: 135 scudi a Lorenzo Feroci, il 18 novembre 1767, per la casa su via maestra e 245 scudi alle signore Toti, il 4 gennaio 1768, per la casa che dava in piazza dell'Olmo. Poi, tra il 1772 e il 1774, il palazzo venne ulteriormente allargato con l'acquisto di altre due case confinanti, una di Giuseppe Cicori e l'altra delle Monache del Latte, che davano entrambe sulla via maestra.  Una bella speculazione immobiliare che comunque si rivelò funzionale alla nascita di 7 figli tra il 1768 e il 1780.
Nel frattempo Iacopo, che era rimasto a Levane, aveva acquisito diverse terre nella zona tra Montevarchi e Bucine. Ma per il grande balzo verso la ricchezza dei Cini si rivelò determinante un altro matrimonio, quello di Giuseppe con Anna, cugina di Maddalena, e figlia di Cesario Guerri anche lui mezzadro alla Casina. Determinante perché, quando nel 1782 furono vendute dai Lorena tutte le proprietà granducali dei Medici ormai estintisi, i Cini, coperti dai Guerri attraverso o come prestanome, poterono acquistare buona parte dei terreni della Fattoria Granducale di Montevarchi. Oltre al podere della Casina, che andò ai suoceri, i Cini acquisirono i terreni delle Case Romole, di Lama, Capannacce e Menabice più l'enorme "casa ad uso granaio" della fattoria che si trovava in centro a Montevarchi con ingresso in via maestra. Aveva insomma ragione il Vicario di San Giovanni Valdarno quando alla fine di quell'anno li descriveva ormai come «ricchi mercanti, e possidenti di Beni stabili, hanno gran denaro, e si dice che il loro patrimonio possa ascendere a circa 60.000 scudi».

## Luci e ombre del successo
Una fortuna del genere acquisita in poco più di vent'anni e dai tre fratelli contemporaneamente aveva un'origine a dir poco sospetta, soprattutto di usura, falso in bilancio e corruzione di pubblici ufficiali, come rilevò un rapporto del 1785: «tanto dalle fedi d'Estimo che da' contratti apparisce, che questo è un patrimonio nella massima parte acquistato da vent'anni in qua, che secondo il prezzo di acquisto ascende a scudi 15 in 16 mila non valutando ciò che per pubblica voce asserisce il Sig. Potestà medesimo d'essere questo di scudi 46 mila forse per esser stati gli effetti notabilmente migliorati, mediante le nuove coltivazioni, e Fabbriche. A me, che niuna cognizione ho de' Soggetti faceva qualche scrupolo dal vedere acquistati tumultuariamente molte migliaia di Beni, che o non fossero pagati, o fossero stati creati altri debiti. Ma oltre che m' è stato fatto constare del pagamento della massima parte di Essi, il Sig. Potestà asserisce, che non consta che abbiano debiti d'alcuna sorte».
Un sospetto che venne via via confermandosi negli anni successivi quando i Cini, in piena crisi del grano, operavano e speculavano sul mercato delle granaglie per farne lievitare il prezzo. Scriveva Giuseppe Finale, capo dell'authority di controllo del mercato cerealicolo di Montevarchi, «al Cini [Orazio] mercante insaziabile non mancano cento compensi per farsi empire i magazzini in qualunq'ora. Tiene in Levane sua patria, paese discosto di qui tre miglia, moltissimi torcimanni, che sott'aria di privati consumatori [...], comprano, e mettan'a prezzo quanto grano passa da detto Luogo, e qui nel mercato vi sono tant'altri suoi aderenti che sotto il medesirno titolo, e colore comprano quanto possano, e portano per scusa al Mulino del Cini di dove la sera si carica per dove piace al medesimo». E Gaspero, figlio di Orazio, era anche peggio: «giovanastro audace e pericoloso, che va seminando nel popolo semi di disubbidienza agl'ordini de grascieri, e quel ch'è peggio mi si dice, che ne dia degl'esempi con incettare per mezzo di saggi tutto il grano, che viene in piazza prima del suono della campana». E infatti «il Cini ha messo il pane a tre soldi la libbra, e mi si dice, che abbia sollecitati gl'altri fornai a farlo lo stesso prezzo» perché «come Fornaio compra sulle Piazze quantità di Grani anco avanti l'ultima campana, e per tal motivo dà da dire al Pubblico perché suppone, che sprovveda le Piazze con la coperta di Fornaio, ma che in effetto se ne serva per far mercatura, e dia luogo a rincaro».
Ma che facessero incetta o meno di grano non importava certo alle truppe napoleoniche di occupazione che tra il 1799 e il 1802 vollero i Cini come loro fornitori «di pane, minestre, carne e fieni». Un appalto che fruttò alle casse di famiglia l'astronomica somma di 17.510 lire ossia 2500 scudi circa. Allo stesso tempo i Cini erano anche i maggiori fornitori di carne bovina della flotta inglese nel Mediterraneo. Tanto per dare un ordine di grandezza, nel 1794, in un colpo solo, piazzarono al console inglese una commessa da 500 bovi.

## Politiche matrimoniali
Come era stato per Orazio e gli altri fratelli, così avrebbe dovuto essere per i loro figli ossia di contrarre matrimoni utili a consolidare e ingrandire la posizione economica della famiglia. Ma proprio con il rampollo Gaspero la "Dottrina Cini" fece subito cilecca. Gaspero infatti mise incinta la sua ragazza con la famiglia che non voleva proprio saperne di permettergli di sposarla. Ne nacque un affaire di paese che finì addirittura in curia a Fiesole. Si legge infatti in un verbale vescovile «[Gaspero Cini] praticata per cinque anni l'onorata fanciulla Felice di Giovanni Francini di anni 25 parimente di M.varchi con speranza di sposarla, ed è stato cagione che essa abbia perduti altri convenienti partiti per accasarsi ed essendo ora risoluto di sposarla, prevede certamente, che il Padre, gli zij, fratelli e cugini faranno gran strepito per impedirlo, perché essendo tutti in Società fra loro e vedendo che la ragazza, eguale ad essi in onoratezza, è però troppo inferiore di sostanza, e non può dar la dote, che meriterebbe la casa Cini riguardano un tal Parentado come contrario ai loro interessi». Il matrimonio, non senza difficoltà, comunque poi si fece.
Ma a parte questo episodio, esclusi quei figli maschi che preferirono non sposarsi e dedicarsi agli studi come Gaetano che divenne banchiere in Firenze, o darsi alla carriera religiosa come Lorenzo che fu pievano a Montemarciano nel territorio di Terranuova Bracciolini, oppure votarsi interamente al lavoro come Francesco e Domenico che curarono il commercio di bestiame a Perugia e nello Stato Pontificio, tutti gli altri Cini, soprattutto le femmine, seguirono alla lettera le indicazioni dei capifamiglia e si indirizzarono su matrimoni economicamente blindati. Persino lo stesso Gaspero che, rimasto vedovo dopo poco, ritornò sui suoi passi e nel febbraio 1800 si sposò con Anna di Giuseppe Regini, mercante di grano. Il cugino Giovan Battista, figlio di Iacopo, aveva portato all'altare, nel 1789, Maddalena di Giuseppe Lachi figlia e nipote dei fattori, e speculatori agrari, delle proprietà montevarchine dell'Ospedale di Santa Maria Nuova. Il fratello Antonio invece si accasò con Annunziata di Antonio Catani, il più grande proprietario terriero di Levane.
Ad eccezione di Elisabetta che, come il fratello Gaspero, dovette ricorrere nel 1781 a un matrimonio riparatore con Antonio di Felice Parigi, comunque benestante macellaio e mercante di bestiame, Alessandra sposò nel 1786 Lorenzo Mari, ufficiale dei dragoni, Umiliana nel 1805 un tale Dottor Odoardo di Giovacchino Bertelli di Figline Valdarno. Tra le figlie di Giuseppe, Teresa nel 1794 prese per marito Giuseppe di Giuliano Sarri, ex fattore granducale e perito agrario, mentre Luisa si dette in sposa a Giuseppe di Cosimo Berti, ricco possidente levanese, e la più piccola Alessandra un certo Santi di Domenico Caselli che, stantibus rebus, non doveva essere proprio un morto di fame.

## L'apice della fortuna dei Cini
Il 18 maggio 1808, all'età di 82 anni, morì Orazio l'ultimo rimasto dei tre patriarchi Cini. Venne sepolto nella cappella gentilizia Berti, di proprietà del suocero, nel cimitero di Levane. Ma la morte non lo colse impreparato. Infatti fin dal 5 luglio 1804 era stato stabilito dal consesso della famiglia che l'intero patrimonio sarebbe stato diviso in parti uguali seguendo tre assi patrimoniali da assegnare secondo sorteggio. Ci vollero anni per stimare tutti i beni e i possedimenti dei Cini ma finalmente, il 17 agosto 1809, si procedette all'assegnazione dell'eredità.

### Asse di Orazio
Proprietà fondiarie
- Montevarchi
  - Podere Lama: 95 staia di superficie
- Caposelvi
  - Podere Case: 16 staia
- Levane
  - Podere Menabice: 105 staia
  - Podere Casella: 60 staia
- Bucine
  - Podere Poggio Mulina: 277 staia
  - Podere Casina: 102 staia
  - Podere Bacìo: 68 staia

Proprietà immobiliari
- Montevarchi
  - Granai e cantine, 16 vani in via Maestra
  - Casa contigua al granaio, 5 vani in via San Lorenzo (oggi via Isidoro del Lungo)
- Levane
  - Casa e forno, 29 vani in via Aretina
  - Casa e fondo ad uso granaio, 11 vani accanto alla chiesa
  - Casa con stalla e fienile, 8 vani, dietro al borgo
  - Casa, 3 vani in via Aretina
  - Stalla e fienile in Piazzetta

### Asse di Giuseppe
Proprietà fondiarie
- Montevarchi
  - Podere Le Capannacce: 94 staia di superficie
  - Podere Vigne: 47 staia
- Caposelvi
  - Podere Val di Peccioli: 71 staia
- Levane
  - Podere Cantuccio: 99 staia
- Bucine
  - Podere Poggio de' Franchi: 231 staia

Proprietà immobiliari
- Montevarchi
  - Casa, forno e colombaia, 24 vani in via Maestra
  - Casa del macello, corte e pozzo, 18 vani in via Maestra
  - Casa della Buratteria per il vaglio della farina, 10 vani in via Maestra
  - Casa, stalla e fienile, 3 vani in via Maestra
  - Stalla, 390 braccia quadrate, fuori piazza del Cantone
  - Stanzone delle scope a uso deposito, in via della Rocca oggi via Trento

### Asse di Iacopo
Proprietà fondiarie
- Montevarchi
  - Podere Case Romole I: 77 staia di superficie
  - Podere Case Romole II: 100 staia
- Levane
  - Podere Casa Martinello: 26 staia
  - Podere Casino Sopra Levane: 50 staia
  - Podere Casino Sotto Levane: 22 staia
- Bucine
  - Podere Casaranio detto anche di Villa Cini: 244 staia più frantoio da olio e strettoio da vino
  - Podere Prato Antico: 134 staia

Proprietà immobiliari
- Firenze
  - Casamento del forno, uso forno e cantine, 34 vani in Borgo San Niccolò
  - Casalone, abitazione, terreno e pozzo, 22 vani in Borgo San Niccolò

## La premiata ditta Cini
Lo stesso giorno della divisione dei beni e di fronte al solito notaio che aveva curato l'esecuzione testamentaria, gli eredi Cini si costituirono in Società di Interessi e stabilirono che «restino indivisi e per conto sociale i seguenti Oggetti, cioè i Traffici dei Forni di Firenze, e Montevarchi, l'affitto della Tenuta della Casalina di Perugia con i Bestiami, attrezzi ecc. L'affitto delle Giunchete, Bestiami ecc. Il negoziato di Bestiami a soccida tanto posti, che da porsi, ed il negoziato presente, e futuro dei Maiali, e Bovi per Firenze, e Livorno, e dove occorrerà, dichiarando che i Capitali di detti Negoziati spettano, ed appartengono per una terza parte al Signor Domenico Cini, per un'altra terza parte ai Signori Pievan Lorenzo, Angiolo, e Ferdinando fratelli Cini, per l'altra terza parte ai Signori Dottor Gaetano, Antonio e pupilli Cini, perché così per patto [...]
L'amministrazione dei detti Forni, Mulino, affitto di Casalina, e Bestiami nella Tenuta esistenti, e di altri affitti, e Bestiami parimente in quegli esistenti sarà tenuta dal Signor Domenico Cini, e quella dei Bestiami dal Signore Antonio Cini, con obbligo a ciascun di dover tenere un'esatta e distinta scrittura senza che possano pretendere onorario alcuno, perché così per patto. La Società dovrà pagare ai Signori Pievan Lorenzo, ed altri fratelli Cini l'annua somma, e quantità di scudi sessanta fiorentini di lire sette per scudo, o siano franchi trecento cinquantadue, e centesimi ottanta per pigione del Forno di loro proprietà, posto in Montevarchi, e l'annua somma e quantità di scudi cento sessanta tre parimente fiorentini, o siano franchi novecento cinquantotto, e centesimi quaranta quattro ai Signori Dottor Gaetano, Antonio e pupilli Cini per pigione del forno di loro proprietà, posto in Firenze, da decorrere dette pigioni dal dì ventiquattro aprile 1809, giorno degli ultimi bilanci stati fatti col mezzo del Signor Gaetano Becattini [...] Tutti i Documenti, fogli e Libri della Casa dovranno consegnarsi alla Custodia del Signor Dottor Gaetano Cini, che dovrà farne l'opportuna ricevuta in calce dell'Inventario, che ne sarà formato, con obbligo di doverne dar vista, e copia ad ogni richiesta di ciaschedun interessato».

## I debiti e il declino
Un simile apparato economico richiedeva naturalmente un continuo ricorso al credito sia per quanto riguardava l'ammodernamento e la manutenzione delle proprietà fondiarie, sia per il commercio di bestiame, carne e prodotti da forno. Ma senza più la spregiudicatezza di Orazio nel reperire finanziatori occulti e nel far chiudere gli occhi alle autorità, un'economia che si apriva a scale sempre più ampie rispetto a quelle locali e regionali e dunque richiedeva conoscenze e perizie finanziarie, fiscali e agronomiche che nessuno dei Cini possedeva, senza contare la crisi del periodo post-napoleonico che stravolse gli equilibri economico-sociali fino ad allora esistenti, venne meno quel flusso di cassa che aveva reso così ricchi i Cini e che adesso si ritrovavano pieni di debiti e senza la possibilità di ripagarli.
Alla fine di agosto del 1809, a calcoli fatti, i Cini dovevano in totale 6046 scudi e spiccioli a creditori diversi: 1837 agli eredi Ezzechia di Firenze, 325 scudi all'Accademia di Roma, 1000 ad Anton Domenico Tavanti di Castiglion Fiorentino, 2469 a Giovacchino Martini di Campi Bisenzio, 415 scudi a Odoardo Bertelli per la dote di Umiliana. Più 800 scudi da restituire al proposto di Levane Francesco Calderini e 550 scudi ad Antonio di Giuseppe Rogai della Cicogna.
Per evitare la bancarotta Gaspero ipotecò il podere di Poggio delle Mulina, il pievano Lorenzo vendette il podere delle Vigne per 3000 scudi e Gaetano affittò i poderi del Casino al proposto. Ma non era abbastanza e nel 1815 se ne andarono anche i poderi di Lama, Menabice e Casella finché, nel 1819, subentrò il tribunale fallimentare nella figura del Magistrato Supremo Civile di Firenze. Di lotto in lotto, tra il 1819 e il 1825, venne battuto tutto all'asta escluso il podere delle Case Romole II e la casa di Piazza dell'Olmo a Montevarchi.